# Foc de camp

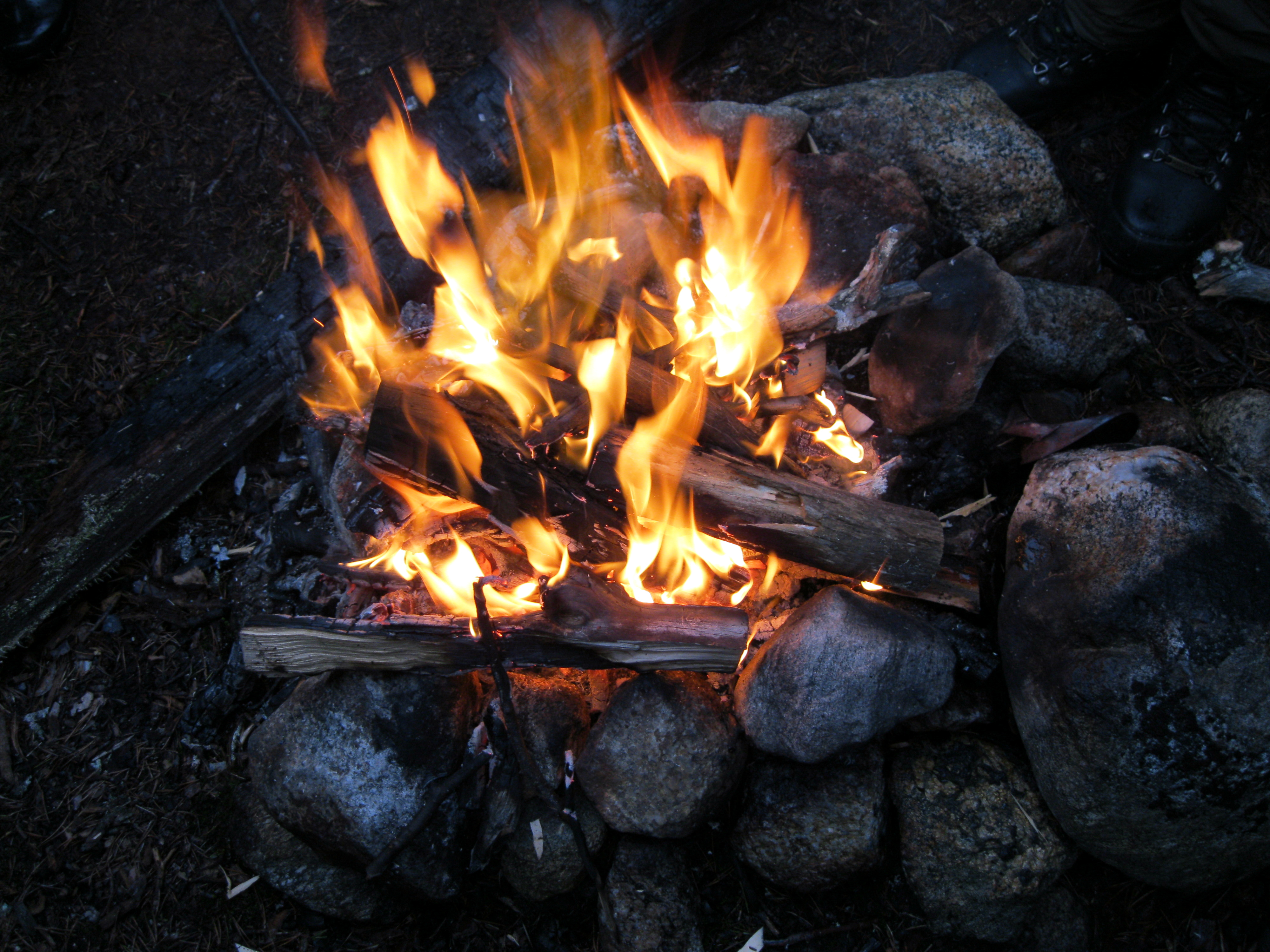
Foguera d'un foc de camp.

Un foc de camp és un foguera de llenya (o altres materials naturals) ubicada a l'aire lliure amb la finalitat de cuinar, escalfar-se, proporcionar claror o espantar animals i insectes no desitjats.
En èpoques primitives el foc de camp reunia els caçadors proporcionant un espai protegit. En les antigues guerres cada exèrcit en campanya acampava al voltant de múltiples fogueres. En temps moderns els focs de camp són focs de campament d'excursionistes o expedicionaris de tota mena.

## Història

### Els primers focs
Les anàlisis més recents d'ossos cremats d'antílop trobats a les coves de Swartkrans (Sud-àfrica) confirmen que els Australopithecus robustus i els Homo erectus encenien focs de camp fa 1,6 milions d'anys aproximadament. Al jaciment de la cova de Wonderwerk, a la vora del desert de Kalahari, s'ha trobat (segons opinió d' alguns experts) el foc controlat més antic del món.
Les dades recollides permeten estimar que l'ús de les fogueres per part dels humans (Homo erectus) es remuntaria a 1,9 milions d'anys.

### Tribus nòmades

#### Mongols
Com altres tribus nòmades a cavall els mongols feien fogueres de femta seca de cavall.

### Tropes en campanya
Hi ha molts testimonis sobre exèrcits antics en campanya. Un aspecte important era el dels campaments nocturns, amb els seus focs corresponents. Alguns relats donen detalls sobre el proveiment de llenya i les escaramusses que suposaven els atacs de l'enemic als destacaments reduïts que anaven a fer llenya i farratge.
A més de les funcions primàries les fogueres s'empraven en altres accions militars: senyals, estratagemes,...etc.

### Caravanes
Les caravanes i els focs de camp sempre van associades. El combustible de les antigues caravanes acostumava a ser la femta seca dels animals més nombrosos: camells, dromedaris, iacs,...

## Seguretat i legislació
Els focs són perillosos. A distàncies curtes poden causar danys físics i materials però, el que encara és més important, si es descontrolen poden provocar grans incendis de caràcter catastròfic. La legislació de molts països prohibeix encendre foc en espais naturals i limita els permisos a casos molt concrets.
En els casos autoritzats generalment es prohibeix tallar arbres vius i es limita la recollida de llenya, incloent arbres secs o parts seques d'un arbre viu.

## Materials
L'element més important d'un foc de camp està format pels materials combustibles. Generalment són d'origen vegetal: branques seques, buscalls, branquillons, troncs d'arbres morts, ... També es pot fer foc amb altres materials: fem sec de camell o d'altres animals, torba, carbó, ...
Els elements auxiliars completen la foguera i fan que sigui més segura o efectiva. Les pedres grosses serveixen par a acotar el foc o per a fer pantalles que desviïn el vent o que reflecteixin la calor irradiada. La sorra o la terra permeten preparar una base aïllant i ser emprades par a apagar el foc quan convingui.

## Tipus de fogueres
Atenent a la forma general i la disposició dels elements combustibles, les fogueres es poden classificar en diversos tipus fonamentals. Això si la classificació es redueix a la foguera estrictament considerada. Totes les fogueres bàsiques poden tenir elements accessoris (pantalles de protecció i radiació, bases o parets de contenció, dispositius d'ajuda a la cocció,...etc.). S'indiquen a continuació alguns tipus bàsics de fogueres.
|  | Els troncs o buscalls de mides similars s'apilen formant una piràmide. |

|  | La figura mostra un foc central inicial envoltat per una construcció quadrangular de troncs apilats formant una mena de caixa o castell. |

|  | Aquesta foguera és típica dels boscos nòrdics. Està formada per dos troncs de grans dimensions cadascun amb una part escairada i plana. Es disposen un damunt l'altre, encarats per les parts planes respectives. El foc s'inicia en la zona d'unió amb brases i branquillons. Un cop encesa la foguera pot romandre encesa tota una nit sense necessitar cap atenció. A Siberia rep el nom de naida. Els finlandesos l'anomenen “rakovalkea” i els suecs i escandinaus "nying". |

|  | Els troncs són per a confinar la foguera veritable. Permeten un tiratge adequat i donen suport als estris de cocció. |

|  | El sistema anomenat “torxa sueca” es basa en calar foc a una soca esberlada, o disposar un tronc gruixut i ben escairat en posició vertical. El foc es fa en les escletxes verticals i es procura que s'encengui el tronc per l'interior. Els estris de cuina reposen a la cara horitzontal superior. |

|  | En aquesta variant de foguera es disposen branques seques i matolls sencers apilant-los de manera aparentment desordenada. Aquest sistema permet obtenir una foguera molt viva i lluminosa en poc temps. Ideal per a fer senyals. La durada és escassa. |

|  | La disposició en estrella horitzontal dels troncs és un sistema tradicional i pràctic. Cal anar empenyent els troncs cap al centre un cop es van consumint. |

|  | Hi ha diverses maneres de fer foc en un clot. La representada en la figura és la d'un “Dakota fire pit”. Es tracta d'una opció que permet obtenir un foc viu, molt apte per a cuinar i que no proporciona claredat ni produeix gaire fum. Es recomana en alguns manuals militars. És fàcil d'encendre i mantenir amb vents forts. La mateixa qualitat que fa que passi desapercebut implica un foc que no ilumina ni irradia calor a l'exterior. |

## Funcions

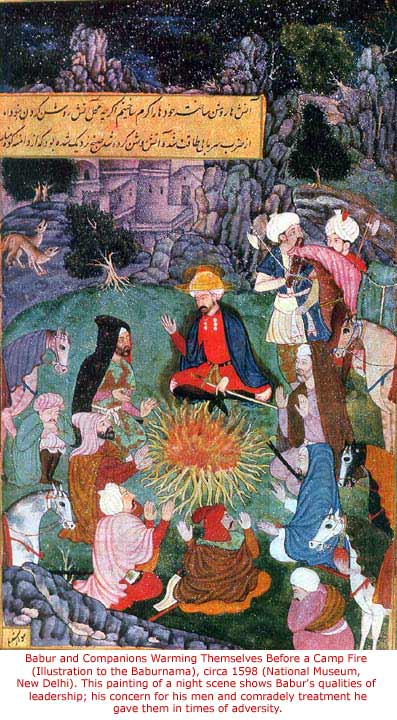
L'emperador mogol Baber i membres del seu seguici al voltant d'un foc de camp.

### Focs professionals
Molts professionals (pastors, caçadors, traginers, exploradors, viatgers, ...) havien de viure a l'aire lliure llargues temporades. Quan feien nit acampaven a la vora d'un foc de camp. L'indret es triava, entre altres motius, per la facilitat de trobar llenya. La preparació i el manteniment de la foguera no presentaven grans problemes a les persones expertes, que disposaven de destrals i sistemes segurs d'encendre foc.

### Focs socials
La presència d'una foguera central en plena nit ha estat en molts casos motiu de reunió al seu voltant. Els escoltes transformaren aquesta tradició milenaria en una trobada ritual celebrada amb solemnitat i programada regularment.

### Focs de supervivència
En tots els temps i encara en la vida actual, disposar d'un foc millora les probabilitats de supervivència. En naufragis o després d'un accident, els supervivents veuen necessari encendre un foc. Sovint no disposen de destral, ni de ganivets ni altres eines adequades. També és habitual que no disposin d'encenedors o sistemes fàcils d'encendre foc. Hi ha moltes tècniques específiques que ajuden a solucionar el problema. Les persones amb risc de trobar-se en situació d'emergència poden seguir cursos de supervivència o llegir obres especialitzades.

## Fases d'una foguera
Qualsevol foc de camp implica un procediment amb unes fases prou definides. En funció de les circumstàncies (condicions ambientals, combustible emprat, tipus de foguera, sistema d'ignició, ...) l'execució real de cada fase pot presentar diferències importants.

### Necessitat
La necessitat de fer un foc pot estar prevista amb anterioritat o decidir-se al moment. Gairebé sempre la decisió d'acampar a l'aire lliure i disposar d'un foc es coneix amb anterioritat. Això implica disposar dels elements bàsics aconsellables (bàsicament una destral i mitjans d' encendre foc.

### Selecció de l'indret
En el cas d'un grup de persones el lloc ideal de la foguera és al bell mig del campament. Si el foc és unipersonal caldrà situar-lo prop del jaç o refugi. En grups molt nombrosos hi haurà un cert nombre de focs.
- La foguera hauria de cremar lluny d'arbres, matolls i qualsevulla matèria inflamable. També caldria tenir en compte l'acció del vent tot el temps que es prevegi que ha de cremar. Si és possible aprofitar un refugi natural millor. Si no hi ha cap ubicació natural és aconsellable fer una protecció artificial (una pantalla de pedres, per exemple).

### Preparació de la superfície
És convenient que la foguera es faci en una superfície plana i buida. Si cal s'ha de netejar un cercle d'uns tres metres de diàmetre.

### Proveïment de materials
Cal acumular els elements combustibles prop de la futura foguera. En el cas de llenya cal que sigui adequada: llenya seca d'una espècie que cremi bé. Pel que fa a les dimensions dels buscalls caldrà adaptar-se al que ofereixi la zona immediata. La forma i les dimensions de la llenya determinen el tipus de foguera.

#### Materials que facilitin l'encesa
Per a encendre foc és convenient disposar de materials que cremin bé i amb facilitat: esca, escorça, canyes seques, herba seca, ... També és possible emprar paper o píndoles artificials sintètiques (comercialitzades per a encendre carbó en les graellades a l'aire lliure). Entre les herbes seques prou inflamables a Catalunya hi ha el fenàs.

### Materials de seguretat
Abans d'encendre un foc cal disposar de sistemes per a apagar-lo si es descontrola: aigua, sorra, terra,...

### Preparació de la foguera
En funció de les circumstàncies cal escollir una manera de disposar la llenya i de les matèries combustible d'iniciació. En cada cas els professionals locals són els que, probablement, saben la millor opció. Sempre que sigui possible cal atendre als seus consells.

### Ignició
Un cop tot preparat es procedeix a encendre el foc. En els primers minuts els materials més combustibles cremen de pressa i comuniquen el foc als troncs principals. Un cop superada aquesta fase el foc ja és estable i es mantindrà així durant un temps raonable.

### Manteniment
Una foguera ben preparada i ben encesa cal mantenir-la, afegint més troncs o reordenant els que ja cremen.

### Apagar el foc
Alguns focs s'apaguen sols durant la nit i el que cal és tornar-los a encendre el matí següent. De qualsevol manera, quan s'aixequi el campament cal apagar la foguera a conciencia.

### Neteja
En un cas ideal caldria netejar l'indret on s'ha fet foc fins a l'extrem de no deixar cap senyal: enterrar els tions i els carbons (ben apagats), enterrar les cendres, tapar clots, tornar les pedres al seu lloc, ... Aproximar-se a aquest ideal és el que caldria esperar per part dels usuaris.

## Efectes ambientals
Les fogueres produeixen, principalment, efectes nocius de dues menes. D'una banda emeten {\displaystyle {\ce {CO2}}} a l'atmosfera. Però també alteren el sòl sobre el qual cremen. Hi ha estudis sobre aquest particular.

## Cuina i gastronomia
Cuinar en una foguera és molt semblant a cuinar en una llar de foc. Sovint l'acció pròpiament dita de cuinar es fa sobre les brases. També és freqüent coure a l'ast.
Hi ha alguns tractats militars sobre receptes i formes de cuinar en un foc de camp. Per a un cuiner militar amb estris reglamentaris.
El cinema ha popularitzat el costum americà de “torrar” núvols dolços en un foc de camp.

## Fogueres festives
En moltes civilitzacions les festes regulars o els actes festius extraordinaris s'associaven a les lluminàries i les fogueres. I, des de la invenció de la pólvora, als jocs artificials.